# ルーツ音楽出版
株式会社ルーツ音楽出版（ルーツおんがくしゅっぱん）は、東京都中央区に本社を置く日本の音楽出版社。1978年（昭和53年）7月設立。株式会社プロダクション尾木の子会社。同社所属アーティストの楽曲を中心に権利を保持している。

## 権利を保持するアーティスト（一部）
- 布施明
- 元おニャン子クラブ
  - 城之内早苗
  - うしろ髪ひかれ隊
    - 工藤静香
    - 生稲晃子
    - 斉藤満喜子
- 華原朋美
- 仲間由紀恵
  - 仲間由紀恵 with ダウンローズ
- 三代目コロムビア・ローズ
- 菊地美香
- 伊藤陽佑
- 猫夜叉（横山みんみん）
- 曽根由希江
- 清水良太郎
- 浜田朱里
- 高橋美枝
- 野咲たみこ
- CoCo
  - 瀬能あづさ
  - 三浦理恵子
  - 大野幹代
  - 宮前真樹
  - 羽田惠理香
- 斎藤恵子
- 山崎亜弥子
- 藤川なお美
- テディボーイズ
- Ann
- Dear
- Miju
- 山下ひろみ
- Moonlight Attraction（山崎亜弥子ユニット）
- CLOVER（椛田早紀ユニット）
- 椛田早紀
- 日野美歌
- 歌凛
- O's（姉・小田聡美、妹・小田都弥可との姉妹ユニット）
- つきよみ（Vocal・小笠原愛、Violin・石井貴子とのユニット）
- Loud-03（光富梨津子が、Vocalを務める3人組ダンスヴォーカルユニット、現在は解散）
- MILK FUDGE（椛田早紀バンドユニット。その後解散。一旦活動休止するが現在はインディーズでtokageとして活動中）
- Hearts Grow
- 熊猫xiongmao
- 森進一
- D-51
- WaT
- やなわらばー
- SE7EN
- Aqua Timez
- キマグレン
- LM.C
- 佐々木秀実
- 熊谷育美

## 企業データ
- 本社所在地：東京都中央区銀座四丁目3-6
- 設立年月：1978年（昭和53年）7月設立

## 主な業務
- 原盤制作
- 音楽出版権の管理

## 関係会社
- 株式会社プロダクション尾木（芸能事務所）
- 株式会社アラベスク（芸能事務所）
- 株式会社尾木プロ THE NEXT (旧：Y・M・O)（芸能事務所）